# Nederlands kampioenschap schaatsen sprint 1982
Het Nederlands kampioenschap sprint 1982 (voor mannen) was de dertiende editie van dit schaatsevenement dat over de sprintvierkamp (2x 500, 2x 1000 meter) werd verreden. Het vond plaats in het weekend van 9 en 10 januari op de onoverdekte ijsbaan Thialf in Heerenveen, tegelijkertijd met de Nederlandse kampioenschappen schaatsen allround 1982 (voor mannen en vrouwen).
Er namen veertien deelnemers deel, waaronder vier debutanten. Junior Jan Ykema behaalde bij zijn tweede deelname de titel. De kampioen van 1978 en 1979, Miel Govaert, behaalde dit jaar zijn derde podiumplaats, hij werd tweede. Titelhouder Lieuwe de Boer behaalde na zijn tweede plaatsen in 1979 en 1980 en derde plaats in 1978 deze editie weer de derde plaats.
Het trio sprinters dat het eindpodium vormde, vormde tevens de Nederlandse delegatie naar de Wereldkampioenschappen schaatsen sprint 1982 (6 en 7 februari) op de onoverdekte ijsbaan De Meent in Alkmaar, Nederland. Met de titel kwalificeerde Ykema zich rechtstreeks voor deelname. Na een selectiewedstrijd werden Govaert en allrounder Hilbert van der Duim tot de delegatie toegevoegd. Na afzegging van Van der Duim, vanwege een opgelopen verkoudheid, nam De Boer zijn startplaats op het WK in.

## Uitslagen
Afstandmedailles
| Afstand  | 1e           | 2e             | 3e           |
| -------- | ------------ | -------------- | ------------ |
| 1e 500m  | Jan Ykema    | Geert Kuiper   | Miel Govaert |
| 1e 1000m | Miel Govaert | Jan Ykema      | Ron Ket      |
| 2e 500m  | Jan Ykema    | Lieuwe de Boer | Geert Kuiper |
| 2e 1000m | Miel Govaert | Lieuwe de Boer | Jan Ykema    |

Eindklassement
| Rang   | Schaatser         | Punten              | 500m       | 1000m        | 500m                  | 1000m              |
| ------ | ----------------- | ------------------- | ---------- | ------------ | --------------------- | ------------------ |
| Goud   | Jan Ykema         | 156.910 BR, CR, NRj | 39,01 (1)  | 1.19,42 (2)  | 38,49 (1) BR, CR, NRj | 1.19,40 (3) NRj    |
| Zilver | Miel Govaert      | 157.140             | 39,28 (3)  | 1.19,41 (1)  | 39,15 (4)             | 1.18,01 (1) BR, CR |
| Brons  | Lieuwe de Boer    | 158.130             | 39,48 (4)  | 1.20,67 (4)  | 38,65 (2)             | 1.19,33 (2)        |
| 4      | Geert Kuiper      | 158.190             | 39,24 (2)  | 1.220,86 (5) | 38,74 (3)             | 1.19,56 (5)        |
| 5      | Ron Ket           | 159.145             | 39,69 (5)  | 1.20,07 (3)  | 39,68 (5)             | 1.19,48 (4)        |
| 6      | Sies Uilkema      | 161.525             | 40,23 (7)  | 1.21,35 (6)  | 39,93 (7)             | 1.21,38 (7)        |
| 7      | André Kraaijeveld | 162.010             | 40,14 (6)  | 1.22,33 (7)  | 39,91 (6)             | 1.21,59 (9)        |
| 8      | Menno Boelsma     | 162.560             | 40,57 (9)  | 1.22,92 (9)  | 40,29 (10)            | 1.20,48 (6)        |
| 9      | Hans Janssen      | 163.170             | 40,63 (10) | 1.22,94 (10) | 40,28 (9)             | 1.21,58 (8)        |
| 10     | Ben van der Feltz | 164.550             | 41,37 (12) | 1.22,983 (8) | 40,72 (12)            | 1.22,09 (11)       |
| 11     | Jan Nieuwenhuizen | 164.605             | 41,57 (14) | 1.23,23 (11) | 40,61 (11)            | 1.21,62 (10)       |
| 12     | Hans Kaats        | 166.755             | 41,54 (13) | 1.23,62 (12) | 41,64 (14)            | 1.23,53 (12)       |
| 13     | Ronald Westra     | 167.340             | 41,03 (11) | 1.6,03 (14)  | 40,78 (13)            | 1.25,03 (13)       |
| 14     | Jan van de Roemer | 171.885             | 40,23 (8)  | 1.23,79 (13) | 40,00 (8)             | 1.39,52 (14) *     |

BR = baanrecord
CR = kampioenschapsrecord
NRj = Nationaal record junioren
* = met val